# الیزاوتا کولیچکووا
 الیزاوتا کولیچکووا (روسی: Елизавета Дмитриевна Куличкова؛ زادهٔ ۱۲ آوریل ۱۹۹۶) یک تنیس‌باز اهل روسیه است.